# Istoria Namibiei

Drapelul Namibiei

Istoria Namibiei a trecut prin câteva etape distincte, de la Namibia colonială, de la sfârșitul secolului al XIX-lea, la Namibia independentă din 21 martie 1990.
Începând cu 1884, Namibia a fost o colonie germană sub numele de Africa germană de sud-vest. După Primul Război Mondial, Liga Națiunilor mandatează Africa de Sud să administreze teritoriul. Ca urmare a celui de-al Doilea Război Mondial, Liga Națiunilor se dizolvă în aprilie 1946, iar succesoarea sa, Organizația Națiunilor Unite, instituie un sistem tutelar pentru a aduce toate fostele colonii germane din Africa sub controlul ONU. Africa de Sud a protestat, argumentând ca majoritatea populației era mulțumită de administrația sud-africană.
Urmează lungi dispute legale în următorii 12 ani, până în 1966, când Adunarea Generală a ONU decide să suspende mandatul Africii de Sud, hotărând că aceasta nu are nici un drept să administreze teritoriul, iar de acum înainte Africa de Sud-Vest rămânea în responsabilitatea ONU (rezoluția 2145 XXI din 27 octombrie 1966).

## Istoria precolonială
Există o mare diversitate de oameni premoderni în Namibia. Cei mai faimoși, boșimanii (numiți și san) sunt în general acceptați ca fiind cei mai vechi locuitori ai regiunii ce cuprinde azi Namibia, Botswana și Africa de Sud. Boșimanii erau vânători-culegători cu un stil de viața nomad. Cea mai mare parte a regimului lor alimentar îl constituiau fructele, semințele și rădăcinile, dar vânau și diferite specii de antilope. În decursul timpului și alte populații migratoare s-au stabilit în Namibia.

### Ovambo și Kavango
Ovambo și gupul înrudit Kavango, sunt populațiile predominante în nordul Namibiei și sudul Angolei, iar Kavango și în sudul Zambiei. Sedentari, au o economie bazată, pe cultivarea pământului, creșterea animalelor și pescuit, dar si pe producția de obiecte din metal. Ambele grupuri sunt de etniei bantu. Rar s-au aventurat în zona centrală și de sud a țarii, deoarece aceasta nu poate susține modul lor de viața agrar, dar își valorifica aici intens cuțitele și produsele agricole.

### Migratia Khoisan. Triburile Nama și Damara
Până acum 2000 de ani vânătorii și culegătorii boșimani au fost singurii locuitori ai Namibiei. La acea vreme alte grupuri înrudite și vorbind tot o limba din grupul limbilor khoisan, hotentoții sau nama, se stabiliseră în jurul râului Orange, în sud, la granița actuală dintre Africa de Sud și Namibia unde păstoreau turme de oi și capre.
În sec. al IX-lea damara, un alt grup khoisan, intră în Namibia, venind nu se știe de unde și se stabilesc pe pașunile din centrul Namibiei, cunoscut și ca Ținutul Damara.

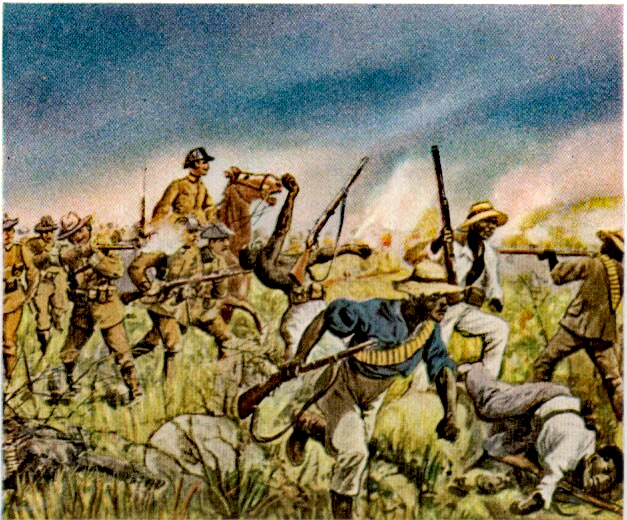
Trupele germane luptând cu membrii tribului Herero (pictură de Richard Knötel)

### Migrația Bantu. Triburile herero
În secolul al XVII-lea Herero, o populație de pastori nomazi, intra în Namibia prin NV venind de la est de lacurile africane și se stabilesc în Kaoko, iar din sec. XIX înainteaza spre sud în teritoriile Damara. Un număr de triburi, precum himba rămân în Kaoko, unde trăiesc și azi. Triburile herero înrobesc anumite populații și le izgonesc pe altele ca boșimani, către zone marginale, neprielnice modului lor de viață.

### Tribul oorlam
În sec. XIX anumiți fermieri albi, în special buri înaintează spre nord, împingându-i pe indigenii khoisan care opun o rezistență îndârjită pe râul Orange. Cunoscuți ca oorlam, acest grup adoptă obiceiul burilor și vorbesc o limba asemanătoare cu africaans. Înarmați cu puști se stabilesc într-un final în Namaqua unde intră în conflict cu nama, ocupând o parte din teritoriul acestora. Sub conducere lui Jonker Afrikaner se aliază în 1830 cu șeful nama Oaseb împotriva triburilor herero pe care îi împing spre sud în Damara. Aceștia intră la rândul lor în conflict cu triburile damara, băștinașii acestor locuri pe care reușesc să-i izgonească, mulți dintre aceștia fiind uciși.

### Migrația basterilor
Ultimul grup care a ajuns în Namibia, înaintea europenilor au fost basterii(baster - din olandezul: bastard) descendenți din buri și femei africane, în special nama.Fiind calviniști și vorbind africaans, ei se considerau, cultural vorbind, mai mult albi decât negri. La fel ca și oorlamii ei au fost forțați să înainteze spre nord de expansiunea coloniștilor albi, când în 1868 un grup de 90 de familii, trec râul Orange în Namibia. Bastarzii se stabilesc în Namibia centrală unde fondează orașul Rehoboth. În 1872 ei fondează Republica Liberă Rehoboth adopta o Constituție și începând de atunci națiunea trebuia condusă de un Kaptein ales direct de popor și de un mic parlament - Volkraad - format din trei cetățeni aleși direct.

## Influența europeana și colonizarea
Primul european care a pus piciorul pe solul namibian a fost portughezul Diego Cão în 1485 care în misiunea lui de explorare a coastei de vest a Africii a oprit pe Coasta Scheletelor și a ridicat o cruce de calcar.
Următorul a fost tot portughez, Bartolomeo Diaz, care în drumul său spre Capul Bunei Speranțe, a oprit în ceea ce azi numim Golful Walvis și Lüderitz, pe care el l-a numit Angra Pequena.
Inospitalierul Deșert Namib constituie o bariera formidabila și nici un explorator portughez nu a reușit să înainteze prea departe.
În 1773 Autoritatea Olandeza a Capului decide să preia controlul asupra Golfului Walvis, deoarece aici se afla singurul port cu ape adânci de pe toată Coasta Scheletelor. Când Marea Britanie preia controlul asupra Coloniei Capului în 1797, preia controlul și asupra golfului, dar așezările albilor aici au fost rare și nici olandezii, nici britanicii nu au penetrat prea mult în interiorul țării.
Uni dintre primii europeni care s-au arătat interesați de Namibia au fost misionarii. În 1805 Societatea Misionară din Londra începe să lucreze în Namibia, venind dinspre sud din Colonia Capului. În 1811 fondează Bethanie în sudul Namibiei, unde construiesc o biserica, fiind azi cea mai veche clădire din Namibia. În 1840 societatea misionară germană Rhenisch, începe să lucreze în Namibia in colaborare cu societatea londoneză.
În 1883 un comerciant german, Adolf Lüderitz, cumpăra Angra Pequena de la șeful nama Joseph Fredericks. Prețul a fost de 10 000 de mărci germane și 260 de puști.